# Грант (округ, Південна Дакота)
Шаблон:StateAbbr_ 45°10′ пн. ш. 96°46′ зх. д. / 45.17° пн. ш. 96.77° зх. д.
Округ Грант (англ. Grant County) — округ (графство) у штаті Південна Дакота, США. Ідентифікатор округу 46051.

## Історія
Округ утворений 1873 року.

## Демографія
За даними перепису 2000 року загальне населення округу становило 7847 осіб, зокрема міського населення було 3460, а сільського — 4387. Серед мешканців округу чоловіків було 3878, а жінок — 3969. В окрузі було 3116 домогосподарств, 2156 родин, які мешкали в 3456 будинках.
Середній розмір родини становив 3,02.
Віковий розподіл населення поданий у таблиці:
| Стать    | До 15 років | 15-21 | 22-29 | 30-39 | 40-49 | 50-65 | 65-85 | Понад 85 |
| -------- | ----------- | ----- | ----- | ----- | ----- | ----- | ----- | -------- |
| Чоловіки | 821         | 383   | 286   | 491   | 651   | 630   | 537   | 79       |
| Жінки    | 814         | 343   | 242   | 496   | 569   | 625   | 699   | 181      |

## Суміжні округи
- Робертс — північ
- Біг-Стоун, Міннесота — північний схід
- Лак-кі-Парл, Міннесота — схід
- Дул — південь
- Кодінґтон — південний захід
- Дей — захід

## Виноски
1. ↑  US Decennial Census. US Census Bureau. Архів оригіналу за 26 квітня 2015. Процитовано 24 березня 2015.
2. ↑  Historical Census Browser. University of Virginia Library. Архів оригіналу за 16 серпня 2012. Процитовано 24 березня 2015.
3. ↑  Forstall, Richard L., ред. (27 березня 1995). Population of Counties by Decennial Census: 1900 to 1990. US Census Bureau. Архів оригіналу за 28 грудня 2008. Процитовано 24 березня 2015.
4. ↑  Census 2000 PHC-T-4. Ranking Tables for Counties: 1990 and 2000 (PDF). US Census Bureau. 2 квітня 2001. Архів оригіналу (PDF) за 18 грудня 2014. Процитовано 24 березня 2015.
5. ↑  State & County QuickFacts. Бюро перепису населення США. Архів оригіналу за 7 червня 2011. Процитовано 25 листопада 2013.(англ.) Наведено за англійською вікіпедією.
6. ↑  American FactFinder. Бюро перепису населення США. Архів оригіналу за 26 лютого 2012. Процитовано 31 січня 2008.

| США | Це незавершена стаття з географії США. Ви можете допомогти проєкту, виправивши або дописавши її. |